# Elena Annovi (sciatrice)
Elena Annovi (...) è un'ex sciatrice alpina italiana.

## Biografia
Sciatrice polivalente originaria di Lecco, ai Campionati italiani Elena Annovi vinse la medaglia di bronzo nello slalom gigante nel 1973 e quella d'argento nella discesa libera nel 1974; non prese parte a rassegne olimpiche e non ottenne piazzamenti in Coppa del Mondo o ai Campionati mondiali.

## Palmarès

### Campionati italiani
- 2 medaglie[3]:
  - 1 argento (discesa libera nel 1974)
  - 1 bronzo (slalom gigante nel 1973)